# Accident ferroviaire de Kakenge
L’accident ferroviaire de Kakenge est une catastrophe survenue dans la nuit du 1er au 2 août 2007, lorsqu’un train marchandise de la SNCC a déraillé à Kakenge sur la ligne reliant Ilebo à Kananga au niveau de la rivière Lembwe dans la province du Kasaï-Occidental en République démocratique du Congo. Selon le bilan provisoire du gouvernement au lendemain de la catastrophe, cet accident a fait près de 100 victimes et plusieurs blessés,,,.
Le 4 août, le gouvernement décrète un deuil national de 3 jours du 4 au 6 août. Un bilan fait état de 120 morts. Il s'agit de passagers clandestins. L’accident serait dû à une erreur humaine.